# Sikaiana albomaculata
Sikaiana albomaculata – gatunek pluskwiaka z rodziny Derbidae i podrodziny Zoraidinae. Jest endemitem Wysp Wewnętrznych archipelagu Seszeli.

## Taksonomia
Gatunek ten opisany został po raz pierwszy w 1917 roku przez Williama Lucasa Distanta na łamach „Transactions of the Linnean Society of London” pod nazwą Iguvium albomaculatum. Jako lokalizację typową wskazano Silhouette w archipelagu Seszeli. Do rodzaju Sikaiana przeniesiony został w 1918 roku przez Fredericka A.G. Muira. W 2009 roku poddany został redeskrypcji przez Holgera Löckera, Birgit Löcker i Wernera E. Holzingera.

## Morfologia
Samce osiągają od 1,8 do 1,9 mm, a samice około 1,5 mm długości ciała. Ubarwienie jest ochrowe z ciemnym marmurkowaniem. Głowa ma bardzo duże, ciemne, sięgające podstawy nadustka oczy oraz tak długie jak czoło czułki. Skrzydła w pozycji spoczynkowej rozstawione są na boki. Skrzydło przednie ma około 4,1 mm długości, pomarańczowo podbarwioną żyłkę kostalną, a resztę powierzchni prawie przezroczystą z pięcioma ciemnymi przepaskami i kilkoma mniejszymi, ciemnymi znakami. Jego użyłkowanie cechuje się krótką i szeroką, niezbliżającą się do środka skrzydła bazalną komórką medialną oraz wyrastającą niezależnie z podstawy skrzydła żyłką kubitalną. Długość skrzydła tylnego wynosi ⅓ długości skrzydła przedniego. Genitalia samca mają krótką, 1,3 raza dłuższą niż szeroką, na szczycie zaokrągloną rurkę analną, pozbawiony wyrostka brzuszno-środkowego i zaopatrzony w mały płatek boczny pygofor, wydłużone, w połowie długości zaopatrzone w sterczący dogrzbietowo płatek i smukły wyrostek, na szczytach zakrzywione gonostyliki oraz długi i cienki edeagus z trzema kolcami wierzchołkowymi.

## Ekologia i występowanie
Owad ten zasiedla lasy. Obserwowany był na Phoenicophorium borsigianum.
Gatunek ten występuje w krainie madagaskarskiej. Jest endemitem Wysp Wewnętrznych archipelagu Seszeli. Znany jest z wysp Mahé i Silhouette.